# Verband Magdeburger Ballspiel-Vereine
Der Verband Magdeburger Ballspiel-Vereine (VMBV) war ein lokaler Fußballverband für die Stadt Magdeburg und Umgebung. Der VMBV wurde am 15. März 1900 gegründet und trat am 4. Juli 1900 dem Deutschen Fußball-Bund bei. Nach der „Magdeburger Fußball- und Cricketvereinigung“ und dem Ring Magdeburger Fußball-Vereine, die beide kläglich scheiterten, war dies der dritte Versuch den Fußball in Magdeburg zu etablieren.

## Geschichte
In der Saison 1900/01 wurde die erste Meisterschaft in zwei Spielklassen ausgetragen. In der 1. Klasse spielten fünf Mannschaften einschl. zwei Reserveteams. In der zweiten Klasse nahmen anfangs sieben Mannschaften, darunter fünf Reserven teil. Gespielt werden sollte in vier Serien, also jeweils vier Spiele gegen jede andere Mannschaft. Durch den strengen Winter wurde aber nur eine Serie ausgetragen. Erster Magdeburger Meister wurde der Magdeburger FuCC Viktoria 1897, in den folgenden Jahren gelang dies dann nur noch der Magdeburger FC Viktoria 1896.
Da der VMBV seine Meisterschaften selbst veranstaltete und nicht innerhalb des Verbandes Mitteldeutscher Ballspiel-Vereine (VMBV), konnte der Magdeburger Meister in den Spielzeiten 1902/03 – 1904/05 direkt an der Endrunde um die deutsche Meisterschaft teilnehmen.
Anfang 1903 kam es im VMBV zu heftigen Streitigkeiten. Diese eskalierten und führten im Februar zum Austritt der Vereine Magdeburger FuCC Viktoria 1897 und SC Germania 1898 Magdeburg. Beide Vereine gründeten noch am gleichen Tag einen neuen Verband, die Magdeburger Sport-Vereinigung, traten aber dem Verband Magdeburger Ballspiel-Vereine Ende April 1903 wieder bei. Über die Ursachen wurde in der zeitgenössischen Sportpresse wie folgt berichtet:

„Seit langer Zeit ist etwas Neues aus unserer alten Elbfeste zu berichten - allerdings auch sehr Betrübendes. Aus unserem Verbande sind S.C. Germania und Cricket Victoria einmütiglich ausgeschieden. Man muss sich immer wieder wundern über unsere liebe deutsche Einigkeit. Ersterer Club tritt aus, weil sein Platz als nicht mehr geeignet für Verbandswettspiele betrachtet wurde. Der Platz, ein sogenannter Koksplatz, weist auf der einen Längsseite eine ziemlich breite und tiefe Rinne auf. Es wäre dem Club ein Leichtes gewesen, dieses Übel zu beseitigen, aber man tat es nicht und pochte eben auf die Nachgiebigkeit des Verbandes - und unser Verband ist Trotzköpfen gegenüber stets die verkörperte Koulanz selbst gewesen. Leuten, die wegen Bezahlung eines Talers Strafe 14 Tage später ihre eigenen Anträge wieder umstoßen, nur um die Strafe nicht bezahlen zu brauchen, und die Gegenanträge einbringen, dass die übrigen Plätze auch disqualifiziert werden sollen, weil sie mit der - - - Wasserwaage gemessen (!!) auch Unebenheiten aufweisen, ja solchen Leuten fehlt eben das unbedingt nötige Verständnis für unseren Fußballsport. Darüber sollte sich doch wohl jeder denkende Mensch klar sein, dass derartige kleinliche Vereinsmeiereien im Interesse der größeren Sache hintangesetzt werden müssen. 

Die Cricketer haben sich dasselbe geleistet, auch sie sind natürlich im Recht. Der Verein hat ja von jeher nicht allzuviel für den Verband und somit für die Fußballsache getan - er hat hübsch abgewartet, bis die Gründung mit den damit verbundenen Arbeiten vollzogen war, trat nach ca. Jahresfrist ein und litt selbst stets an der Einbildung, dass durch sein Erscheinen der Verband erst ein nützliches Institut geworden sei. Er zog ab und zu seine Mannschaften von den Spielen zurück, weil ihm Unrecht geschah, u. Dergl. Mehr. Sein Austritt ist durch den letzten Streit mit der Victoria (96) bedingt. Man spielt jetzt den Moralischen, obwohl man keine Ursache dazu hat. Ja, es sieht sehr trübe bei uns aus.

Die Portionen bei Verteilung des Sportsinnes sind etwas klein für Magdeburg ausgefallen. Der Verband wird nun wohl seine Autorität wahren wollen und die Sünder disqualifizieren, wir kehren also allmählich zum Urzustande zurück. Es lebe der Wechsel!“

Erst im Jahr 1905 ging der Verband Magdeburger Ballspiel-Vereine im VMBV auf.

## Meister des Verbandes Magdeburger Ballspiel-Vereine 1900–1905
| Jahr    | Meister des VBBV                     | Abschneiden Deutsche Meisterschaft  | Deutscher Meister                   |
| ------- | ------------------------------------ | ----------------------------------- | ----------------------------------- |
| 1900/01 | FuCC Cricket-Viktoria 1897 Magdeburg | keine deutsche Fußballmeisterschaft | keine deutsche Fußballmeisterschaft |
| 1901/02 | Magdeburger FC Viktoria 1896         | keine deutsche Fußballmeisterschaft | keine deutsche Fußballmeisterschaft |
| 1902/03 | Magdeburger FC Viktoria 1896         | Viertelfinale                       | VfB Leipzig                         |
| 1903/04 | Magdeburger FC Viktoria 1896         | Viertelfinale                       | kein Meister                        |
| 1904/05 | Magdeburger FC Viktoria 1896         | Ausscheidungsrunde                  | Berliner TuFC Union 92              |

## Saisonübersichten

### 1900/01
| Pl. | Verein                                  | Sp. | S | U | N | Tore    | Quote | Punkte |
| --- | --------------------------------------- | --- | - | - | - | ------- | ----- | ------ |
| 1.  | FuCC Cricket-Viktoria 1897 Magdeburg    | 4   | 4 | 0 | 0 | 027:400 | 6,75  | 08:0   |
| 2.  | Magdeburger FC Viktoria 1896            | 4   | 3 | 0 | 1 | 034:900 | 3,78  | 06:20  |
| 3.  | Magdeburger FC Viktoria 1896 II         | 3   | 1 | 0 | 2 | 009:250 | 0,36  | 02:40  |
| 4.  | FuCC Cricket-Viktoria 1897 Magdeburg II | 4   | 1 | 0 | 3 | 004:170 | 0,24  | 02:60  |
| 5.  | Magdeburger SC Germania 1898            | 3   | 0 | 0 | 3 | 001:200 | 0,05  | 0:60   |

| Legende |                            |
|         | Magdeburger Fußballmeister |
|         | Absteiger in die 2. Klasse |

- Sieger 2. Klasse: FuCC Cricket-Viktoria 1897 Magdeburg III

### 1901/02
| Pl. | Verein                                     |
| --- | ------------------------------------------ |
| 1.  | Magdeburger FC Viktoria 1896               |
|     | FuCC Cricket-Viktoria 1897 Magdeburg a (M) |
|     | Magdeburger FC Viktoria 1896 II            |
|     | FuCC Cricket-Viktoria 1897 Magdeburg a II  |

| Legende |                            |
|         | Magdeburger Fußballmeister |
| (M)     | Titelverteidiger Magdeburg |

| Pl. | Verein                           |
| --- | -------------------------------- |
| 1.  | Magdeburger FC Viktoria 1896     |
| 2.  | Magdeburger FC Viktoria 1896 II  |
| 3.  | Magdeburger SC Germania 1898 (N) |
| 4.  | Schönebecker FC Viktoria (N)     |

| Legende |                            |
|         | Magdeburger Fußballmeister |
|         | Absteiger in die 2. Klasse |
| (N)     | Aufsteiger                 |

- Sieger 2. Klasse: Magdeburger SC 1900
- Sieger 3. Klasse: Magdeburger FC Viktoria 1896 III
- Sieger 4. Klasse: Magdeburger FC Viktoria 1896 IV

### 1902/03
| Pl. | Verein                                   | Sp. | S | U | N | Tore    | Quote | Punkte |
| --- | ---------------------------------------- | --- | - | - | - | ------- | ----- | ------ |
| 1.  | Magdeburger FC Viktoria 1896 (M)         | 7   | 7 | 0 | 0 | 035:700 | 5,00  | 14:0   |
| 2.  | FuCC Cricket-Viktoria 1897 Magdeburg (N) | 5   | 3 | 1 | 1 | 016:800 | 2,00  | 07:30  |
| 3.  | Magdeburger FC Viktoria 1896 II          | 5   | 3 | 0 | 2 | 010:800 | 1,25  | 06:40  |
| 4.  | Magdeburger SC Germania 1898             | 5   | 2 | 1 | 2 | 016:150 | 1,07  | 05:50  |
| 5.  | Magdeburger SC von 1895 (N)              | 7   | 2 | 0 | 5 | 013:300 | 0,43  | 04:10  |
| 6.  | Magdeburger SC 1900 (N)                  | 7   | 0 | 0 | 7 | 007:290 | 0,24  | 0:14   |

| Legende |                                                                                    |
|         | Magdeburger Fußballmeister und Qualifikation Deutsche Fußballmeisterschaft 1902/03 |
|         | Absteiger in die 2. Klasse                                                         |
| (M)     | Titelverteidiger Magdeburg                                                         |
| (N)     | Aufsteiger                                                                         |

- Sieger 2. Klasse: Magdeburger FC Viktoria 1896 III
- Sieger 3. Klasse: FuCC Cricket-Viktoria 1897 Magdeburg III

### 1903/04
| Pl. | Verein                               | Sp. | S | U | N | Tore    | Quote | Punkte |
| --- | ------------------------------------ | --- | - | - | - | ------- | ----- | ------ |
| 1.  | Magdeburger FC Viktoria 1896 (M)     | 10  | 9 | 0 | 1 | 088:120 | 7,33  | 18:20  |
| 2.  | Magdeburger SC von 1895              | 10  | 6 | 1 | 3 | 017:220 | 0,77  | 13:70  |
| 3.  | FuCC Cricket-Viktoria 1897 Magdeburg | 10  | 5 | 2 | 3 | 025:220 | 1,14  | 12:80  |
| 4.  | Magdeburger SC Germania 1898         | 10  | 4 | 1 | 5 | 024:250 | 0,96  | 09:11  |
| 5.  | Magdeburger SC 1900                  | 10  | 2 | 1 | 7 | 010:500 | 0,20  | 05:15  |
| 6.  | FC Weitstoß Magdeburg (N)            | 10  | 1 | 1 | 8 | 011:440 | 0,25  | 03:17  |

| Legende |                                                                                    |
|         | Magdeburger Fußballmeister und Qualifikation Deutsche Fußballmeisterschaft 1903/04 |
| (M)     | Titelverteidiger Magdeburg                                                         |
| (N)     | Aufsteiger                                                                         |

- Sieger 2. Klasse: Magdeburger FC Viktoria 1896 II
- Sieger 3. Klasse: FuCC Cricket-Viktoria 1897 Magdeburg III

### 1904/05
| Pl. | Verein                               | Sp. | S  | U | N  | Tore    | Quote | Punkte |
| --- | ------------------------------------ | --- | -- | - | -- | ------- | ----- | ------ |
| 1.  | Magdeburger FC Viktoria 1896 (M)     | 12  | 11 | 1 | 0  | 073:150 | 4,87  | 23:10  |
| 2.  | Magdeburger FC Viktoria 1896 II (N)  | 12  | 8  | 1 | 3  | 040:260 | 1,54  | 17:70  |
| 3.  | FuCC Cricket-Viktoria 1897 Magdeburg | 12  | 7  | 2 | 3  | 030:160 | 1,88  | 16:80  |
| 4.  | FC Weitstoß Magdeburg                | 12  | 6  | 1 | 5  | 044:380 | 1,16  | 13:11  |
| 5.  | Magdeburger SC Germania 1898         | 12  | 3  | 2 | 7  | 022:300 | 0,73  | 08:16  |
| 6.  | Magdeburger SC von 1895 b            | 12  | 2  | 1 | 9  | 012:540 | 0,22  | 05:19  |
| 7.  | Magdeburger SC 1900                  | 12  | 1  | 0 | 11 | 012:540 | 0,22  | 02:22  |

| Legende |                                                                                    |
|         | Magdeburger Fußballmeister und Qualifikation Deutsche Fußballmeisterschaft 1904/05 |
|         | Absteiger                                                                          |
| (M)     | Titelverteidiger Magdeburg                                                         |
| (N)     | Aufsteiger                                                                         |

- Sieger 2. Klasse: FuCC Cricket-Viktoria 1897 Magdeburg II
- Sieger 3. Klasse: Magdeburger FC Viktoria 1896 III